# Lentvaris
Lentvaris est une ville de la municipalité du district de Trakai, en Lituanie.